# Terena (São Pedro)
Terena es una freguesia portuguesa del concelho de Alandroal, con 82,95 km² de área y 767 habitantes (2011). Densidad de población: 9,2 hab/km². Tiene como nombre alternativo el de São Pedro, y a veces aparece con la denominación de São Pedro de Terena.
Es la cuarta freguesia del concelho en superficie, y la tercera en población y en densidad demográfica.
La villa de Terena desempeñó un importante papel de defensa fronteriza, a través de su castillo, que estaba integrado en la línea de defensa del Guadiana.
Terena fue concelho independiente desde 1262 hasta 1836, estando desde entonces integrada en el concelho de Alandroal.
En su patrimonio histórico-artístico destacan el castillo, la iglesia matriz, la iglesia de la Misercordia, el pelourinho (columna símbolo de la jurisdicción municipal) y la antigua Casa Consistorial (Paços do Concelho).